# Gumballi, Yelandur
Gumballi là một làng thuộc tehsil Yelandur, huyện Chamarajanagar, bang Karnataka, Ấn Độ.